# Bobby Schayer
Bobby Schayer (Los Angeles, 23 dicembre 1966) è un batterista statunitense, è stato per dieci anni (1991 - 2001) il batterista della punk band Bad Religion.
È entrato nel gruppo dopo l'addio di Pete Finestone, e ha registrato con la band 6 album più un EP; ma nel 2001 ha subìto una ferita alla spalla che gli ha impedito di continuare a suonare la batteria a livello professionistico. Ha così lasciato, ed è stato sostituito da Brooks Wackerman. Oggi si divide tra Londra e N.Y. insegnando musica e batteria.

## Discografia con i Bad Religion
- 1992 - Generator
- 1993 - Recipe for Hate
- 1994 - Stranger than Fiction
- 1996 - The Gray Race
- 1998 - No Substance
- 2000 - The New America